# Походження династії Гуптів

Держава Ґуптів

Початок історії династії Гуптів (санскрит: गुप्त राजवंश) сягає близько 320 року і тривав до 550 року. Гупти об'єднали північну Індію, підпорядкувавши місцеві та регіональні органи влади, які стали незалежними після занепаду Кушанської імперії. Період Гуптської імперії називають золотим століттям Індії, який охоплював мистецтво, архітектуру, літературу, скульптуру та освіту.

## Родовід Гуптів
Відомості про походження та ранню історію династії Гуптів, які дойшли до нашого часу із староіндійської історії, оповиті неясностями щодо імені чи прізвища «Гупти». В давніх текстах, зокрема, за часів династії Сатавахана існують записи про багатьох чиновників з прізвищем «Гупти». Але їх зв'язок з імперією Гуптів не встановлено.
Деякі історики мають різні думки з приводу походження Гуптів. Доктор англ. Romila Thaper зазначив, що, ймовірно, родина Гуптів була однією із багатих землевласницьких родин, які поступово набули політичного контролю в області Магадха. Можливо також, що родина належала до однієї з численних дрібних правлячих сімей в області Магадха або близько Магадха.

## Кастова приналежність
Також немає точних відомостей про належність родини до каст. Деякі вчені припустили, що це були «вайшії». Про це свідчить історик Рам Шаран Шарма, що «вайшії, можливо, з'явився як реакція проти гніту правителів». А. С. Алтекар, історик і археолог, який написав і кілька книг про монети, які карбували Гупти, також розглядає кастове походження Ґуптів, на основі стародавніх індійських текстів, як із вайшії. Історик Ашвіна Агарвал на основі дружнього союзу Гуптів з династією Вакатаків, передбачив, що вони належать до касти брахманів. Ще один сучасний історик, С.Чаттораддхьяя, висунув іншу теорію про походження Гуптів. За його словами, на мідній пластині, знайденій Пенчхобхі, один з Гуптських царів залишив запис, що стверджує себе як вихідця кшатріїв.

## Батьківщина Гуптів
Не існує згоди і про батьківщину Гуптів. Зокрема доктор англ. К.R. Jayaswal стверджує, що Гупти належали до джетів, одного із Пенджабських племен. Доктор Аллан і деякі інші зазначили, що перші Гупти жили десь в Магадха, поблизу Паталіпутри, а д-р Д. К. Гангулі зазначає, що вони походили з району Муршідабаду в Бенгалії. Д-р Р. К. Маджумдар і д-р К. Чаттопадхья висловили думку, що колишнім місцем Гуптів була Варендра в Бенгалії. Таким чином, можна зробити висновки, що сім'я спочатку жила поблизу кордонів Магадха і Бенгалії.

## Засновник династії
Засновником династії Гуптів був Шрі Гупта. В Пуранах згадується, що нащадки Гуптів будуть панувати над провінціями Праяга (Аллахабад), Сакета і Магадха. Серія імен правителів буде згадана і в написах на колонах. Ці написи також доводять, що «Гупта» або «Шрі Гупта» був засновником цієї династії. Це дозволяє зробити висновки, що слово «Шрі» вживалось не тільки в імені першого правителя і засновника династії, а й було вживане для всіх царів, щоб висловити повагу. Таким чином, «Гупта» або «Шрі Гупта» був однією ж і тією особою, яка поклала початок династії Гупта.
По-друге, титул «махараджа» використовувався для третього представника правлячої династії, тобто Чандраґупти I. Тому, деякі історики дотримуються думки, що два перших правителі (Шрі Гупта і Гхатоткача) були феодалами, в той час як Чандраґупта вже був незалежним правителем. Втім, ця точка зору не є правильною. Срава в тому, що титул «махараджадхіраджа», прийнятий Чандрагуптою I, вказує, що він був могутнішим правителем, ніж попередники і продовжив очолювати царство, яке перейшло у спадок.